# Tanz der seligen Geister
Tanz der seligen Geister. Fünfzehn Erzählungen (im Original Dance of the Happy Shades, 1968) ist Alice Munros erste Sammlung mit Kurzgeschichten. Thematisch geht es darin um das Erwachsenwerden in widrigen Verhältnissen.
Von der Kritik begeistert gefeiert, wurde der Band 1968 mit dem höchsten kanadischen Literaturpreis, dem Governor General’s Award for Fiction, ausgezeichnet. In deutschsprachiger Übersetzung von Heidi Zerning erschien die Sammlung erstmals 2010 beim Dörlemann Verlag in Zürich und hat einen Umfang von 378 Seiten mit Illustrationen. Die zweite Auflage 2013 wurde als Lizenzausgabe bei S. Fischer in Frankfurt am Main verlegt.
Die fünfzehn kurzen Erzählungen des Bandes spielen in den 1930er bis 1950er Jahren. Es wird überwiegend aus dem Blickwinkel von Mädchen und jungen Frauen erzählt, die Realistinnen sind und scharf beobachten können. Allzu schlichte Wahrheiten stellen sich als grausame Widersprüche heraus, die den Kosmos rätselhaft und voller zerbrechlicher Lebenswirklichkeiten erscheinen lassen. Die Storys spielen überwiegend im Alltag provinzieller und wirtschaftlicher Enge, aber wenn sich das Leben plötzlich geändert hat, entstehen mitunter Freiräume.
In der ersten Story, „Walker Brothers Cowboy“ werden Teile der Geschichte nicht erzählt, schreibt Judith Maclean Miller in ihrer Analyse (2002). Es gebe hier und da gedankenvolle Stille, die signifikante Pausen zu sein scheinen. In diesem Verschweigen lägen Andeutungen von Untreue oder zumindest von Unzufriedenheit. Die Story thematisiere, auf welche Weise etwas nicht zur Sprache gebracht wird.

## Enthaltene Werke
- Der Walker Brothers-Cowboy (Walker Brothers Cowboy), S. 7
- Die leuchtenden Häuser (The Shining Houses), S. 37
- Bilder (Images), S. 57
- Danke für die Schlittenfahrt (Thanks for the Ride), S. 81
- Das Büro (The Office), S. 105
- Ein Gläschen Medizin (An Ounce of Cure), S. 131
- Die Zeit des Todes (The Time of Death), S. 155
- Tag des Schmetterlings (Day of the Butterfly), S. 173

Als Myra, die Außenseiterin der Klasse, wegen Krankheit nicht mehr zum Unterricht kommt, wird sie für ihre Mitschüler interessanter. Ein Krankenhausbesuch mit Geschenken wird als vorgezogene Geburtstagsfeier inszeniert. Myras Einwand, sie habe aber erst im Juli Geburtstag, wird von der Lehrerin ignoriert, die den Krankenhausbesuch anleitet und einige Zeit zuvor den anderen in der Klasse gesagt hatte, sie sollten versuchen, zu Myra netter zu sein. Helen, die Ich-Erzählerin, hatte auf deren Aufforderung hin auf dem Schulweg ausprobiert, wie es sich für sie anfühlen würde, Kontakt mit Myra aufzunehmen. In einer Keksdose, aus der Helen Myra etwas anbietet, befindet sich ein kleines Schmuckstück in Form eines Schmetterlings, das sie ihr schenkt. Seit dem Tag oder der Woche darauf war Myra dann nicht mehr im Unterricht gewesen. Als die Schülerinnen am Ende der Besuchszeit das Krankenzimmer bereits verlassen haben, ruft Myra Helen zurück und bittet sie, von den vielen Geschenken welche mitzunehmen. Das Werk ist zuerst unter dem Titel "Goodbye Myra" veröffentlicht worden (1956).
- Jungen und Mädchen (Boys and Girls), S. 191
- Postkarte (Postcard), S. 221
- Rotes Kleid – 1946 (Red Dress – 1946), S. 253
- Sonntagnachmittag (Sunday Afternoon), S. 277
- Ein Ausflug an die Küste (A Trip to the Coast), S. 295
- Der Friede von Utrecht (The Peace of Utrecht), S. 323
- Tanz der seligen Geister (Dance of the Happy Shades), S. 359